# فيوليت كازو دي كريستوفورو
فيوليت كازو دي كريستوفورو (بالإنجليزية: Violet Kazue de Cristoforo)‏ (3 سبتمبر 1917 - 3 أكتوبر 2007)؛ ملحنة، كاتِبة وشاعرة أمريكية.